# Moritz Peters
Moritz Peters (geboren 20. Juli 1981 in New Haven, Connecticut) ist ein deutscher Theaterregisseur, Schauspieler und Dramaturg.

## Wirken
Nach einem Schauspielstudium an der Hochschule für Musik und Darstellende Kunst Frankfurt am Main war Moritz Peters von 2005 bis 2009 Ensemblemitglied am schauspielfrankfurt sowie von 2009 bis 2010 am Zimmertheater Tübingen. Als Gast arbeitete er am Theater Heidelberg, Schauspiel Essen, Oper Frankfurt, Stadttheater Gießen und dem Staatstheater Karlsruhe. Er arbeitete unter anderem mit Simon Solberg, Armin Petras, Alvis Hermanis und Martin Nimz zusammen. Die Inszenierung "Don Quijote" (Rolle: Sancho Pansa // Regie: Simon Solberg) vom schauspielfrankfurt wurde 2008 zu dem Festival "Radikal Jung" eingeladen und mit dem Kritikerpreis ausgezeichnet.
Seit 2010 arbeitet Moritz Peters als Regisseur. Er inszenierte unter anderem am Hans Otto Theater Potsdam, Theater Aachen, Schleswig Holsteinisches Landestheater, Schauspiel Essen, Staatstheater Cottbus, Rheinisches Landestheater Neuss, Theater Münster, der Burghofbühne Dinslaken und dem Zimmertheater Tübingen. Seine Inszenierung von Franz Kafkas "Der Prozess" vom Schauspiel Essen wurde 2014 zum NRW-Theatertreffen eingeladen. Außerdem erhielt er dafür in der Theater Heute eine Nennung als "Nachwuchsregisseur des Jahres". 2019 wurde seine Inszenierung "Paradies Spielen" (Tomas Köck) vom Hans Otto Theater Potsdam für den Nachspielpreis des Heidelberger Stückemarkts nominiert.
Moritz Peters studierte von 2015 bis 2019 Theaterwissenschaften an der Ruhr-Universität Bochum und arbeitete von 2020 bis 2021 als Dramaturg am Schlosstheater Celle. Außerdem erarbeitete er als Dramaturg gemeinsam mit Endre Holéczy als Regisseur mehrere Arbeiten am Zimmertheater Tübingen.

## Privates
Moritz Peters lebt in Karlsruhe und ist mit der Schauspielerin Claudia Hübschmann verheiratet.